# Kornrundung
Kornrundung ist Teilaspekt der Granulometrie und beschreibt eine von drei Eigenschaften der Kornform:
- Korngestalt
- Kornoberfläche
- Kornrundung

Die Kornrundung beschäftigt sich mit Partikeln, die in vielen technischen und wissenschaftlichen Bereichen eine wichtige Rolle spielen. Beispiele sind Baumaterialien wie Sand, Zement, Beton und Schotter, Produktionsprozesse mit pulverförmigen Materialien wie Mehl, Plastikgranulat, Pigmente und Keramik sowie verschiedene geowissenschaftliche Disziplinen, insbesondere Sedimentologie und Bodenkunde.
Die Kornrundung wird durch verschiedene Faktoren beeinflusst:
Zum einen durch die Härte des Korns, das je nach Härtegrad gut (weich) oder schlecht (hart) bearbeitbar ist.
Weiter spielt die Spaltbarkeit des entsprechenden Minerals eine Rolle.
Weist das Korn eine sehr gute oder gar vollkommene Spaltbarkeit auf, so wird es bei längerem Transport und hoher mechanischer Beanspruchung vorzugsweise in kleinere Körner gleichen Habitus gespalten. Die Zurundung spielt hier eine untergeordnete Rolle. Hat das Mineral hingegen eine undeutliche oder schlechte Spaltbarkeit, wird die Zurundung zunehmend deutlicher.
Des Weiteren spielt die Dauer und Art des Transportes eine große Rolle. Beim Transport über große Distanzen und/oder einen längeren Zeitraum bei hoher mechanischer Beanspruchung durch Abrieb, Zusammenstöße und Verwitterung, wird das Korn gut gerundet, bei gegenteiliger Behandlung bleibt es kantig, eckig und unförmig.
Hierbei muss man jedoch sagen, dass diese Faktoren, je nach Härte des Minerals verschieden stark eine Rolle spielen, um gleiche Ergebnisse zu erzielen.
Man unterscheidet die verschiedenen Kornformstadien:
- sehr kantig
- kantig
- gerundet
- rund